# Pleargus pygmaeus
Pleargus pygmaeus är en insektsart som beskrevs av Géza Horváth 1897. Pleargus pygmaeus ingår i släktet Pleargus och familjen dvärgstritar. Inga underarter finns listade i Catalogue of Life.